# Zingiber lingyunense
Zingiber lingyunense là một loài thực vật có hoa trong họ Gừng. Loài này được Fang Ding (方鼎, Phương Đỉnh) miêu tả khoa học đầu tiên năm 1980. Tên gọi thông thường trong tiếng Trung là 乌姜 (ô khương), nghĩa đen là gừng đen.

## Mẫu định danh
Mẫu định danh: D.H. Qin et al. 19803; thu thập tại huyện Lăng Vân, địa cấp thị Bách Sắc, tây bắc khu tự trị Quảng Tây. Mẫu holotype  lưu giữ tại Viện Nghiên cứu Trung y dược Quảng Tây (广西中医药研究院) ở địa chỉ số 20-1 đường Đông Cát (东葛路), quận Thanh Tú, Nam Ninh (GXMI). Lưu ý là tại trang 224 trong bài báo gốc Phương Đỉnh ghi cụm từ viết tắt HGM là Herb. Guangxi. Inst. Med. Pharm. Sci. (Viện Khoa học Y Dược Quảng Tây), không phải mã quốc tế của Phòng mẫu cây thuộc Institut Menorquí d'Estudis ở Mahón, Tây Ban Nha. 

## Từ nguyên
Tính từ định danh lingyunense hay linyunense lấy theo tên địa danh Lăng Vân (凌云, Língyún).

## Phân bố
Loài này có tại huyện Lăng Vân, địa cấp thị Bách Sắc, tây bắc khu tự trị Quảng Tây. Môi trường sống là giữa các khối đá trồi lên trong rừng.

## Phân loại
Z. lingyunense được xếp trong tổ Cryptanthium.

## Mô tả
Cây thảo. Thân rễ mập, đường kính 2,5 cm, vỏ màu trắng, ruột màu từ tía-lam sẫm tới tím, mọng, có củ, vị hơi ngọt, đỉnh rễ có củ mập hình thoi. Thân giả 0,5-1,7 m, đường kính 4-6 mm. Lưỡi bẹ 2 thùy hoặc chẻ đôi, dài 1-5 mm, dạng màng, thường nhẵn nhụi; cuống lá 1-5 mm, đôi khi có lông; phiến lá ở phần dưới hình trứng, phần còn lại hình mác hẹp, 15-27 × 1,8-3,5 cm, mặt gần trục nhẵn nhụi, dày các tuyến màu tía tối màu, mặt xa trục thưa lông áp ép, đáy thuôn tròn-hình nêm rộng, đỉnh nhọn thon. Cụm hoa mọc từ thân rễ, dài 5,5-27 cm; cành hoa bông thóc hình trứng đến hình trứng-hình elipxoit hay thuôn dài, 3-5,5 × 1-3 cm, chứa 5-20 hoa; cuống cụm hoa 2-24 cm, thanh mảnh, được bao bọc trong các bẹ giống như vảy màu tía, thuôn dài hoặc hình mác mác, 1-4,5 cm, ngầm dưới đất, cùng trục cành hoa nhiều lông; lá bắc màu tía, thuôn dài-hình elip hay thuôn dài-hình mác ngược, 2,5-4 × 0,6-1,4 cm, mặt xa trục có lông, đỡ 1 hoa. Lá bắc con hình elip, 2,4-3 × 1-1,3 cm, mặt ngoài có lông. Hoa màu trắng, dài 5 cm, không cuống. Đài hoa dài 1,1-1,4 cm, đường kính 5 mm, mặt ngoài phần đáy có lông, đỉnh 2 hoặc 3 răng. Ống tràng hoa dài ~2,5 cm, thưa lông; các thùy hình mác, 1,5-2 × ~0,5 cm, nhẵn nhụi; thùy tràng lưng hơi rộng hơn. Cánh môi màu trắng, dài ~2 cm; thùy giữa hình trứng ngược, ~1 × 1,2 cm, đỉnh có khía răng cưa hoặc thuôn tròn; các thùy bên nhỏ, đường kính ~3 mm. Bao phấn dài ~1 cm; mào dài ~1 cm, tuyến trên bầu dài 5 mm. Bầu nhụy rậm lông nhung, 3 ngăn. Ra hoa tháng 8-9, tạo quả tháng 10-11.
Tương tự như Z. integrilabrum ở chỗ phiến lá hẹp và hoa ngắn, nhưng khác ở chỗ thân rễ mập có củ, ruột màu tía-lam sẫm, cuống cụm hoa thanh mảnh, mặt ngoài lá bắc có lông, cánh môi 3 thùy với thùy giữa hình trứng ngược.